# Boczań Kasprowy

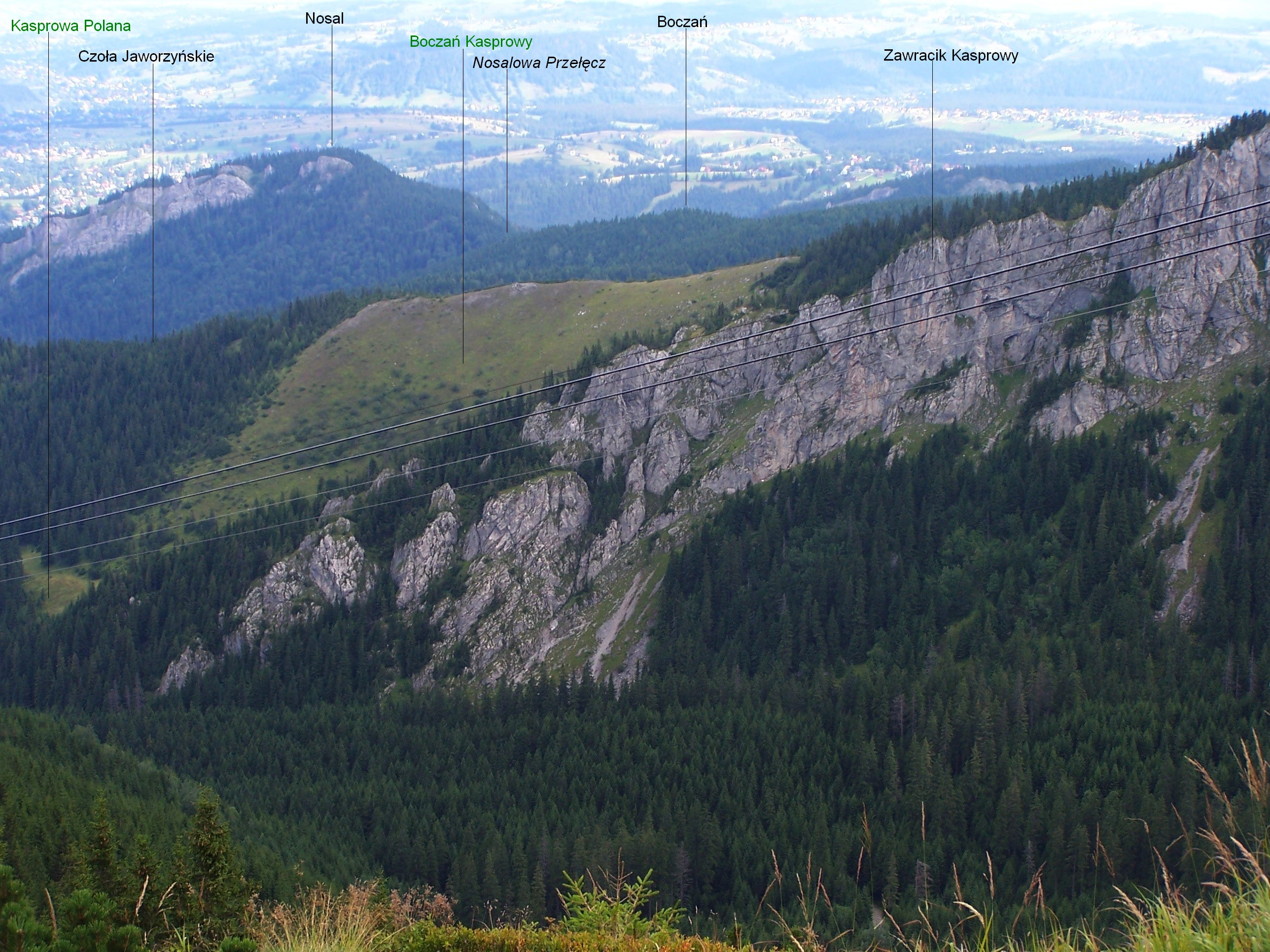
Widok z północnej grani Kasprowego Wierchu

Boczań Kasprowy – duży, trawiasty fragment zbocza (upłaz) Jaworzyńskich Czół w polskich Tatrach Zachodnich. Wznosi się po wschodniej stronie Kasprowej Polany i ciągnie od samej grani Jaworzyńskich Czół, aż po ich podnóże, łącząc się z Kasprową Polaną. Dawniej były to tereny wypasowe Hali Kasprowej. Wypas jednak zniesiono tutaj już dawno, bo zaraz po II wojnie światowej i dzisiaj jest to obszar ochrony ścisłej Tatrzańskiego Parku Narodowego. Pozostawione samemu sobie zbocze stopniowo zarasta w wyniku naturalnej sukcesji ekologicznej, jednak proces ten trwa powoli i w 2010 nadal większość zbocza jest trawiasta.